# Tribus de las Colinas

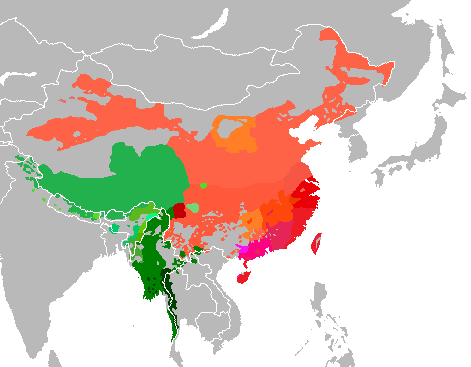
El origen de las tribus de las Colinas son las lenguas de las ramas sino-tibetanas: lenguas tibetano-birmanas (verde) y lenguas siníticas (rojo).

Las tribus de las Colinas o tribus del Norte son una etnia de Tailandia. Se ubican en la región septentrional del país, entre los territorios de Chiang Mai, Chiang Rai, Mae Hong Son, Tak, y la frontera con Birmania. 

## Historia

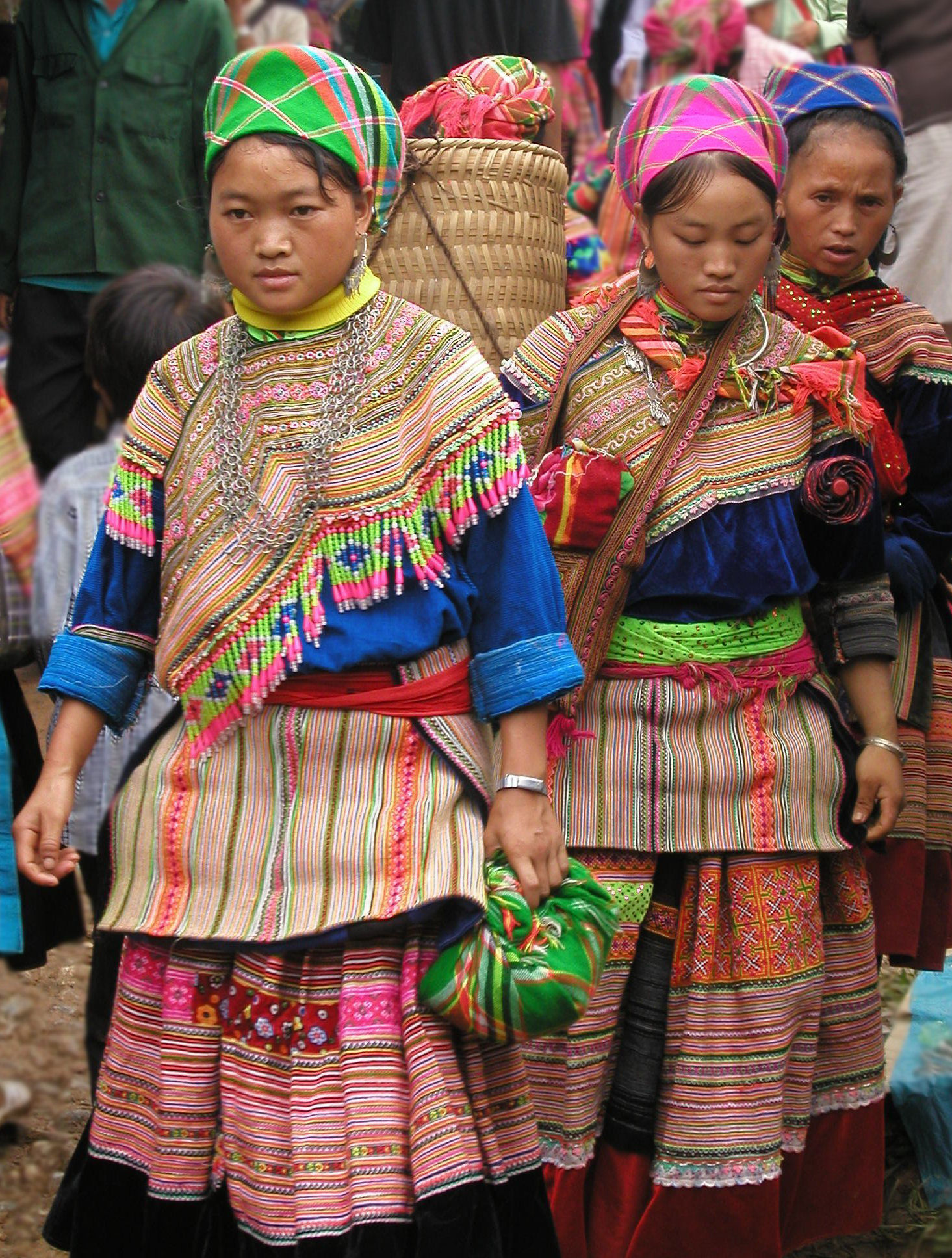
Mujeres Hmong con vestimenta tradicional en el mercado de Sa Pa, Vietnam.

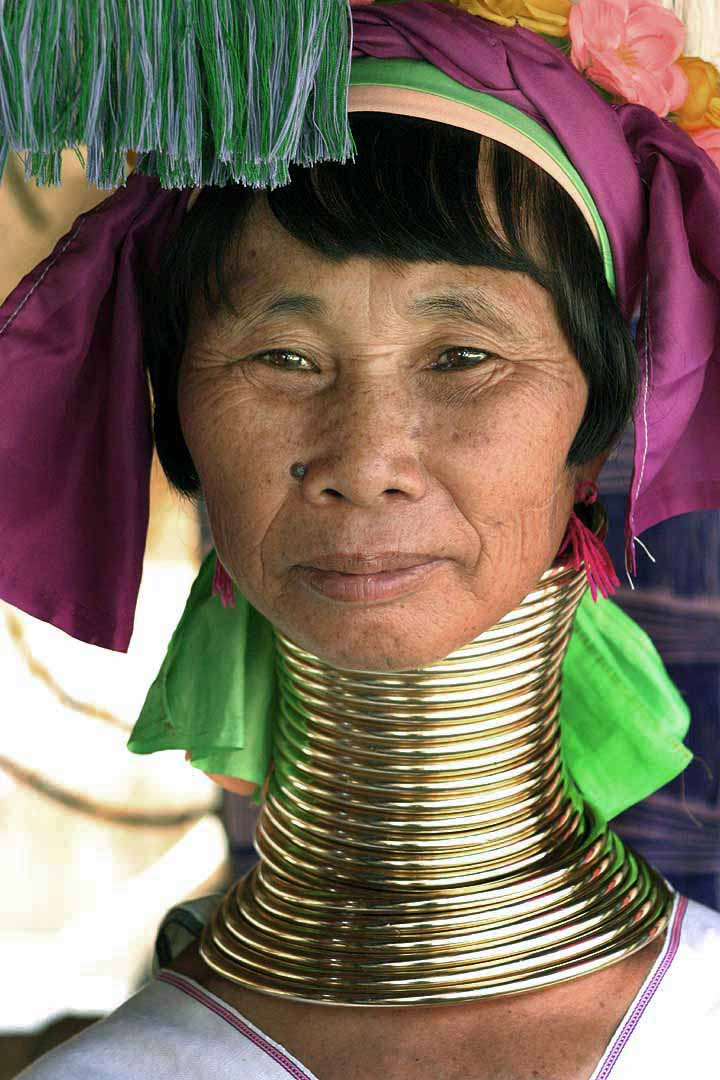
Mujer padaung del norte de Tailandia.

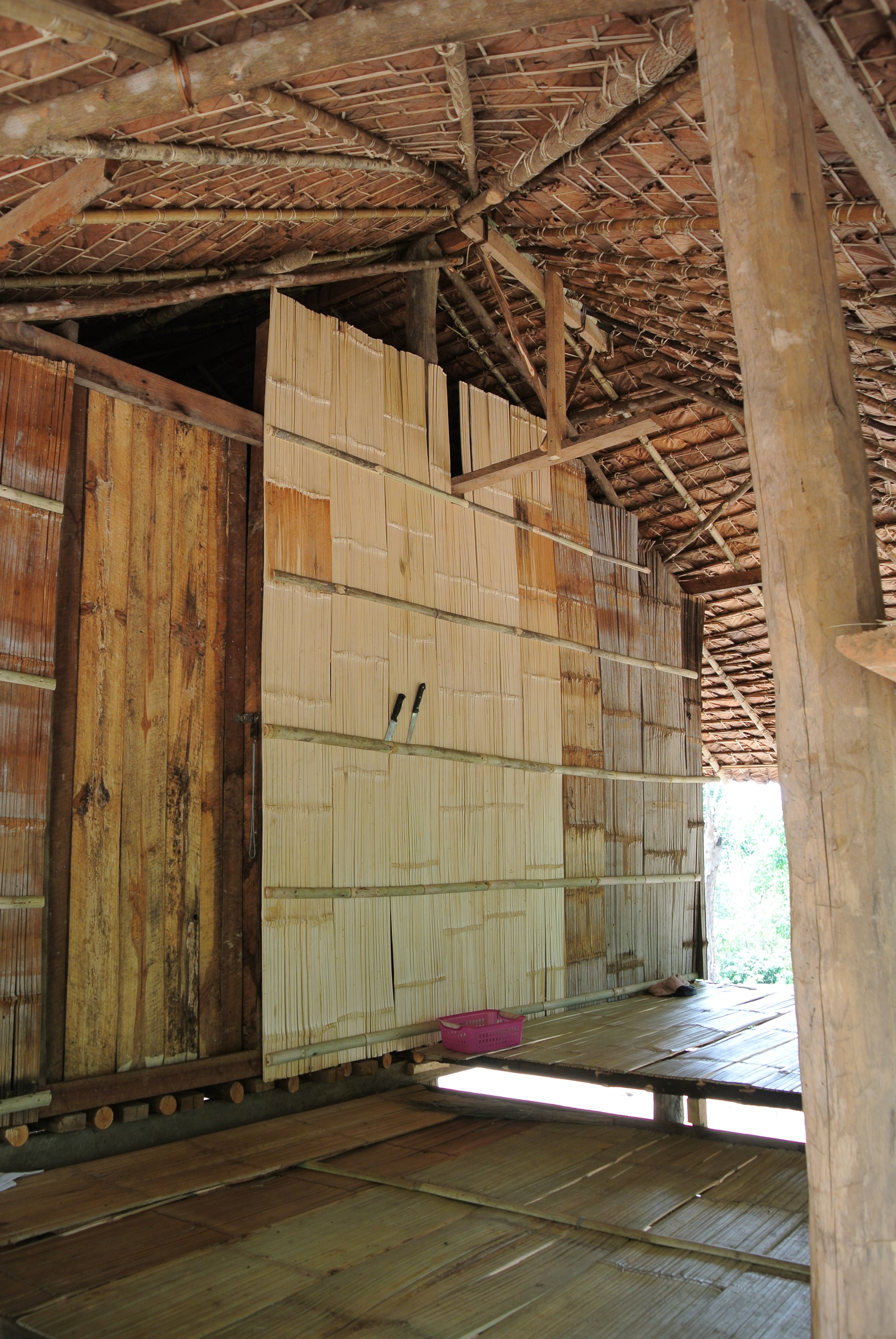
Entrada de una casa de la etnia Karen, al sureste de Birmania.

El origen de esta sociedad se encuentra en las raíces sino-tibetanas, aunque gran parte de los integrantes emigraron hacia Tailandia en el siglo xx, escapando de los conflictos bélicos entre China, Birmania y Laos.
Las tribus de las Colinas son un conjunto de diferentes etnias, de las cuales, cada una de ellas dispone de su propio idioma, tradiciones y organizaciones sociales individuales. Su ubicación concreta son las vertientes y la jungla del norte de Tailandia, cerca de la frontera con Birmania.
La indumentaria de las mujeres de las tribus de las Colinas se distinguen por portar brillantes ropas. La mayor parte de las personas son animistas, aunque en algunas zonas los misioneros lograron las conversión de la mayor parte de la población local al cristianismo, lo que también supuso el fin de algunas tradiciones, como ha ocurrido con la tribu de los Karen, una de las tribus más conocidas de Tailandia y una de las primeras tribus que habitó el norte del estado.
La tribu de montaña denominada Padaung, es conocida internacionalmente por su folclore y, en particular, porque las mujeres llevan desde muy jóvenes collares en forma de espirar alrededor del cuello para prolongarla ya que se considera un rasgo de belleza.
Estas tribus, normalmente forma parte del espectro más pobre de la población. Sus recursos suelen ser escasos ya que provienen del cultivo del opio en su mayoría y el gobierno tailandés lucha para combatir estas actuaciones ilegales que provocan más tráfico de drogas. Para seguir subsistiendo, se ha propuesto convencer a las tribus a cultivar verdura, café y fruta, tal y como se dipone en el Royal Project for the Hill Tribes desde 1969. Por otra parte, las mujeres también venden a los turistas, en los pueblos o en el mercado de Chiang Rai, objetos de artesanía como bolsos, telas o joyas de plata (la artesanía típica de la tribu Karen).
Sobre el idioma, gran parte de los jóvenes, debido a la globalización ya hablan inglés y tailandés. No obstante, las personas de más edad hablan únicamente su lengua materna o el dialecto tailandés del norte.
Existe una nueva forma de turismo donde se transporta a los occidentales a sus principales pueblos mediante tours organizados, que se aprovechan para vender artesanía autóctona en mercadillos.
La etnia de los Hmong es una de las tribus del norte que conforman las tribus de las Colinas. Esta tribu fue conocida internacionalmente cuando en 2009, el gobierno de Tailandia rechazó la solicitud de asilo de más de 4000 inmigrantes Hmong, que estaban como refugiados en los campos desde hace más de 30 años. El ejército tailandés los trasladó de nuevo a Laos, donde la etnia declara ser víctima desde hace años de una violenta persecución.